# 대한민국의 리 목록
다음은 대한민국의 리 목록이다. 이 목록은 법정리 기준으로만 작성되었다.

## 카
| 리명   | 소재지                   |
| ------ | ------------------------ |
| 쾌빈리 | 경상북도 고령군 대가야읍 |
| 쾌상리 | 전라남도 보성군 보성읍   |

## 같이 보기
- 대한민국의 행정 구역 목록